# Trude Beiser
Trude Beiser, coneguda a partir del seu casament amb el nom de Trude Jochum-Beiser, (Lech am Arlberg, Àustria, 2 de setembre de 1927) és una esquiadora austríaca retirada que competí entre 1946 i 1952.
En retirar-se de l'activitat esportiva es convertí en entrenadora d'esquí i obrí un restaurant a la seva ciutat natal.

## Carrera esportiva
Especialista en esquí alpí als Jocs Olímpics d'Hivern de 1948 disputats a Sankt Moritz (Suïssa) participà en les proves de descens, on aconseguí la medalla de plata; i en la prova de combinada, on aconseguí la medalla d'or. Als Jocs Olímpics d'Hivern de 1952 disputats a Oslo (Noruega) aconseguí guanyar la medalla d'or en la competició de descens.
Al Campionat del Món d'esquí alpí, a més de les proves guanyades en les olimpíades i que són considerades vàlides per al Campionat del Món, aconseguí guanyar la medalla d'or en la prova de descens i la medalla de plata en la prova d'eslàlom gegant l'any 1950.